# Oblast de Kirov
O oblast de Kirov (russo:  Ки́ровская о́бласть, tr. Kírovskaia óblast) é uma divisão federal da Federação da Rússia.
A sua área é de 120 800 km², e a sua população, de acordo com o censo populacional de 2010, era de 1 341 312.
A capital do oblast é a cidade de Kirov.
O oblast foi criado em 5 de dezembro de 1936. Faz parte do Distrito Federal do Volga.